# Аль фреско (музыка)

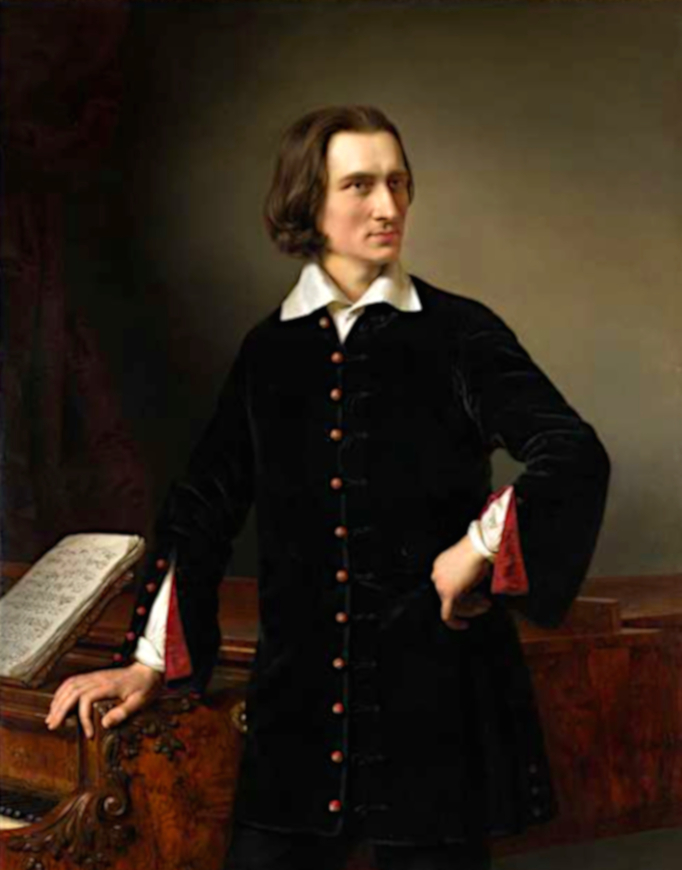
Ференц Лист. 1847. Портрет работы Миклоша Барабаша

Аль фреско (от итал. al fresco — «по сырому») — музыкальный термин, означающий полнозвучие, монументальность, объёмность. Заимствован из живописи, где означает одну из техник стенных росписей по сырой штукатурке («фреска»), представляющую собой противоположность «альсекко» (росписи по сухому). Также аль фреско может применяться в значении широко, свободно. В этом понимании, например, его применил русский композитор и музыкальный критик Александр Серов в статье, посвящённой характеристике творчества французского композитора-романтика Гектора Берлиоза: «Всё, что расплывчато, неопределённо, неточно, — создано не для сцены, <…> для которой всегда нужны широкие размеры, свободные приёмы, стиль, так сказать, al fresco».  
Термин аль фреско получил распространение в период музыкального романтизма, что связывают с исполнительской и композиторской деятельностью Ференца Листа, который стремился придать фортепиано симфоническое полнозвучие, расширял возможности инструмента. До Листа этот способ был малоприменим, но венгерский композитор уже в ранний период своего творчества рассматривал инструмент «во всей его гармонической полноте», расширял диапазон и звучание на все регистры, увеличивал мощь и насыщенность. Для этого он использовал пассажи с максимальным количеством клавиш («максимум нот в минимум времени»), расширенные глиссандо, мощные аккорды, соединял «отдельные ноты арпеджио в единый, целостный аккорд», накладывал одну руку на другую, широко применял педаль, возможности обеих рук. Советский музыковед Яков Мильштейн писал, что для достижения полнозвучия Лист превзошёл «всех своих современников, даже Шопена, для которого характерен охват всей клавиатуры инструмента с помощью арпеджио, звучащих на педали. Лист же показал возможность одновременного или почти одновременного ведения нескольких более или менее компактных звуковых групп, расположенных на двух, трёх и даже четырёх нотных станах». По его оценке, последующие композиторы воспользовались музыкально-художественными средствами, использованными и введёнными Листом. 
Достижение полнозвучия занимало и постромантических композиторов. Так, Оскар фон Риземан,  описывая оперу «Алеко» Сергея Рахманинова отмечал: «В юношеской опере мы можем найти лишь едва уловимые намеки на ту характерную, специфическую для Рахманинова особенность, которую он привнёс в русскую музыку. Вместо неё мы обнаруживаем пока добрую толику музыкальной энергии и мощного темперамента, которые находим в эпизодах высокого эмоционального напряжения. Эта присущая Рахманинову мощь, с того времени навсегда вошедшая в творчество Рахманинова — композитора и пианиста, позволила ему достигнуть величественных эффектов, к которым он стремился. <…> B оркестровке мы уже находим намёки на будущего „alfresco painter“ „Франчески да Римини“».